# Dubina (tvrz)
Dubina je zaniklá tvrz na okraji stejnojmenné vesnice u Šemnice v okrese Karlovy Vary. Existovala nejspíše v průběhu čtrnáctého až patnáctého století a zachovalo se po ní tvrziště poškozené na konci osmdesátých let dvacátého století.

## Historie
O tvrzi se nedochovaly žádné písemné prameny. Je pravděpodobné, že souvisela se zaniklou středověkou osadou Pfaffengrün, která byla předchůdcem Dubiny. Okolní krajina patřila od třináctého století oseckému klášteru, a tvrz byla nejspíše jeho manstvím. Zanikla snad během husitských válek, když roku 1429 okolím táhlo vojsko Jakoubka z Vřesovic, aby obsadilo město Ostrov. Později panství získal Kašpar Šlik a zbytečná tvrz již nebyla obnovena.

## Stavební podoba
Staveništěm tvrze se stalo návrší nad levým břehem Lučinského potoka nedaleko jeho soutoku s Ohří. Dochované tvrziště má průměr asi čtyřicet metrů. Okružní příkop široký čtyři až šest metrů je tři metry hluboký a na jižní a západní straně zdvojený. Oba dva příkopy zesiloval předsazený val. Na centrálním pahorku bylo v roce 1908 patrné zdivo se zbytky valené klenby. Během dvacátého století chátralo a okolo roku 1987 ho místní chataři rozebrali na stavbu chatek.